# Championnat du Canada de Scrabble anglophone
Le championnat du Canada de Scrabble (en anglais Canadian National Scrabble Championship ou CNSC) est un tournoi de Scrabble classique disputé par les 50 premiers joueurs canadiens du classement d'Amérique du Nord de Scrabble anglophone. Ce tournoi est disputé tous les deux ans environ. 
Le tournoi a été remporté deux fois par Adam Logan (champion du monde en 2005) et deux fois par Joel Wapnick (champion du monde en 1999).
Il existe également un Championnat du Québec de Scrabble francophone. 

## Palmarès
| Année | Vainqueur    | Finaliste     | 3e                  | 4e                   | 5e                | 6e            | Lieu    | Dotation du vainqueur |
| 2018  | Eric Tran    | John Stardom  | Joshua Sokol        | Christopher Sykes    | Dean Saldanha     | Jason Li      | Toronto | $7000                 |
| 2016  | Adam Logan   | James Leong   | Eric Tran           | Matthew Tunnicliffe  | Joshua Sokol      | John Stardom  | Toronto | $7000                 |
| 2013  | Adam Logan   | Ross Brown    | Matthew Tunnicliffe | Eric Tran            | Christopher Sykes | John Stardom  | Toronto | $5000                 |
| 2011  | Joel Wapnick | Adam Logan    | Tony Leah           | Robin Pollock Daniel | Zev Kaufman       | Evan Berofsky | Toronto | $7000                 |
| 2008  | Adam Logan   | David Boys    |                     |                      |                   |               | Toronto | $7000                 |
| 2005  | Adam Logan   | Tony Leah     |                     |                      |                   |               | Toronto | $7000                 |
| 2003  | David Boys   | Dean Saldanha |                     |                      |                   |               | Toronto | $8000                 |
| 2000  | Ron Hoekstra | Adam Logan    |                     |                      |                   |               | Toronto | $7000                 |
| 1998  | Joel Wapnick | Albert Hahn   |                     |                      |                   |               | Toronto | $7000                 |
| 1996  | Adam Logan   | Peter Morris  |                     |                      |                   |               | Toronto |                       |